# Hafei Ruiyi
 (novembre 2023).
Le Hafei Ruiyi est une camionnette à plateau dérivée d'un microvan produite par le constructeur chinois Hafei Motor et développée en partenariat avec Pininfarina. Le Ruiyi est vendu au Brésil et en Uruguay sous la marque Effa Motors.

## Aperçu
Le Hafei Ruiyi est en réalité la version pick-up du Hafei Zhongyi, l'avant de la cabine étant identique à celui-ci.
En décembre 2007, le Ruiyi a été lancé au Chili aux côtés du Zhongyi et du Lobo. Les micro-fourgonnettes et leurs dérivés étaient extrêmement populaires au Chili à la fin des années 1970 et dans les années 1980, et sont largement connus sous le nom de pan de molde (pain de mie), tout comme en Chine, mian bao che (voiture à pain) en raison de leur forme.
Le Hafei Ruiyi est vendu comme camion utilitaire aux États-Unis par Mag International Inc. Il y est connu sous le nom de T-MAG et/ou T-MAG XC. MAG a également développé une version électrique de ce véhicule, indépendamment du constructeur original.